# Violència econòmica
|  | No s'ha de confondre amb Abús econòmic. |

La violència econòmica és un tipus de violència de gènere que exerceix l'home sobre la dona mitjançant conductes que impliquen el seu control financer. Inclou actes de diversa indole i intensitat com, per exemple, prohibir o impedir que la víctima aconsegueixi una font de recursos pròpia o no proveir els recursos econòmics necessaris per a les despeses bàsiques de la llar.

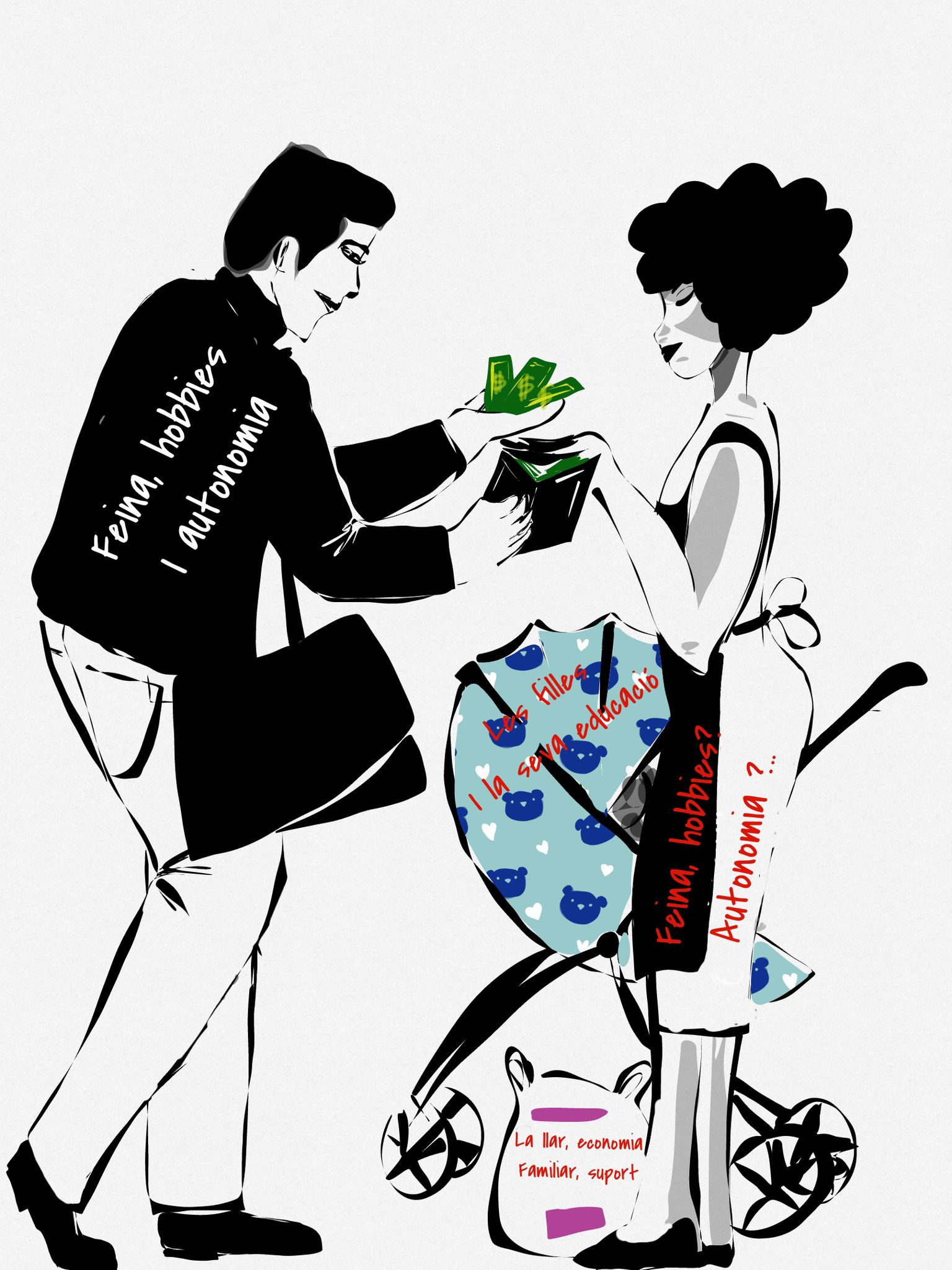

Pot tenir lloc tant si ambdós conviuen sota el mateix sostre i són matrimoni o parella de fet com si ha mediat separació i ha cessat la convivència. En aquest darrer supòsit, l’exemple paradigmàtic, si existeixen criatures, és l’impagament de pensions alimentàries.

## Estudis i estadístiques sobre violència econòmica a Espanya
L’any 2004, coetàniament a l’aprovació de la llei espanyola sobre violència de gènere, l’estudi de l'Asociación de Mujeres Juristas Themis, promogut per l'Instituto Andaluz de la Mujer anomenat “Violencia económica de género: el impago de pensiones en Andalucía. Análisis jurídico procesal" desvetllava que el 57% de les dones, no reclama judicialment l'incompliment total o parcial del pagament de pensions derivades de la ruptura de la parella matrimonial o de fet, la qual cosa posava de manifest la falta de confiança en l'Administració de Justícia.
A més, constata que a la violència patrimonial de gènere que constitueix l'impagament de pensions, se suma la violència física, psíquica o sexual contra la dona entre un 6% i un 10% dels casos analitzats.
Anys més tard, podem trobar estadístiques generals sobre aquest tipus de violència a tot el territori de l'Estat. Es tracta de la Macroenquesta sobre violència contra la dona 2019 realitzada pel Ministerio de Igualdad espanyol segons la qual el 11,5% de dones de més de 16 anys l'ha sofert en algun moment de la seva vida. La mostra es va realitzar sobre un total de 9.568 dones representativa de la població femenina resident a Espanya de 16 o més anys.
Si s’extrapolen les dades al conjunt d'Espanya, 2.350.684 dones haurien experimentat aquest mecanisme de control alguna vegada. Segons l'enquesta, la situació més freqüent és que la parella hagi impedit a la dona "prendre decisions relacionades amb l'economia familiar i/o realitzar les compres de manera independent" (el 7,8% de les dones que han tingut parella). Un 6,5% ha vist com ell s'ha negat a donar-li diners per a les despeses de la casa, mentre a un 5% de dones preguntades no els han deixat treballar fora de la llar. Un altre 4,8% ha vist com la parella ha utilitzat "els diners o targeta de crèdit de la dona o ha demanat préstecs al seu nom sense el seu consentiment".
Més recentment, la Universitat d'Extremadura juntament amb l'Institut de recerca Polibienestar de la Universitat de València, i altres entitats nacionals i europees, han treballat per a tipificar la violència econòmica de gènere a través del Projecte europeu ECOVIO (Violencia económica de Género), que ha estat finançat amb 400.000 euros per la Comissió Europea.
En aquesta recerca han identificat tres manifestacions clares de la violència econòmica. La primera, el "control dels comptes", limitant l'ús dels diners per part de les dones. La segona, l'"explotació econòmica", que suposa que ella porta un sou a casa però no disposa d'ell, mentre la seva parella decideix en què ho gasta. El tercer graó és el "sabotatge laboral", que frena a les dones perquè puguin generar els seus propis recursos”.

## Marc legislatiu

### A nivell internacional i europeu
L’11 de maig de 2011 es va signar el Conveni d'Istanbul sobre la prevenció i la lluita contra la violència contra la dona i la violència domèstica elaborat pel Consell Europeu, en el qual es va incloure per primera vegada la violència econòmica com a violència contra la dona:
A l'efecte del Conveni, per «violència contra la dona» s'haurà d'entendre una violació dels drets humans i una forma de discriminació contra les dones, i es designaran tots els actes de violència basats en el gènere que impliquen o poden implicar per a les dones danys o patiments de naturalesa física, sexual, psicològica o econòmica, incloses les amenaces de realitzar aquests actes, la coacció o la privació arbitrària de llibertat, a la vida pública o privada”.
Aquest conveni va ser ratificat per Espanya l’any 2014.
L'Institut Europeu d'Igualtat de Gènere (EIGE) també la inclou com un tipus de violència de gènerei la registra a la seva base de dades estadística sobre violència basada en el gènere.

### A nivell estatal
Des d'un punt de vista legal, a Espanya, l'article 1 de la Llei orgànica 1/2004, de Protecció Integral contra la Violència de Gènere defineix la violència de gènere com: "tot acte de violència (…) que tingui o pugui tenir com a resultat un mal o patiment físic, sexual o psicològic per a la dona, així com les amenaces d’aquests actes, la coacció o la privació arbitrària de la llibertat, tant si es produeixen en la vida pública com en la vida privada".
Aquesta definició no recull de forma explícita la violència econòmica.
Va ser l’any 2007 quan ja es pot trobar esmentada de forma específica en un altre text normatiu. Es tracta de la Llei 13/2007, de 26 de novembre, de mesures de prevenció i protecció integral contra la violència de gènere, l’article 3 de la qual estableix que la violència econòmica “inclou la privació intencionada i no justificada legalment de recursos, inclosos els patrimonials, per al benestar físic o psicològic de la víctima, dels seus fills o filles o de les persones d'ella dependents, o la discriminació en la disposició dels recursos que li corresponguin legalment o l'impossibilitar l'accés de la dona al mercat laboral amb la finalitat de generar dependència econòmica”.
Algunes autores atribueixen a la influència de l’estudi de les juristes andaluses, abans referenciat, el fet de la seva inclusió.
La violència econòmica està reconeguda en el Pacte d'Estat contra les violències masclistes aprovat en el Congrés dels Diputats al 2017 (compromís renovat al 2021). En concret, es pot trobar recollida a la mesura 104 (Justícia) en el marc de l’eix relatiu a la millora de la resposta institucional.
La tipificació que fa actualment el Codi Penal en l’àmbit de la violència econòmica només fa referència a la manca reiterada de pagament de pensions alimentàries. L’article 227 estableix que:
1. "Qui deixi de pagar durant dos mesos consecutius o quatre mesos no consecutius qualsevol tipus de prestació econòmica en favor del seu cònjuge o els seus fills, establerta en conveni judicialment aprovat o resolució judicial en els supòsits de separació legal, divorci, declaració de nul·litat del matrimoni, procés de filiació, o procés d'aliments a favor dels seus fills, serà castigat amb la pena de presó de tres mesos a un any o multa de sis a 24 mesos.
2. Amb la mateixa pena es castigarà qui deixi de pagar qualsevol altra prestació econòmica establerta de manera conjunta o única en els supòsits previstos en l'apartat anterior
3. La reparació del dany procedent del delicte comportarà sempre el pagament de les quanties degudes."

Aquest article s’emmarca en el delicte d'abandonament de família que té lloc quan una persona deixa de complir els deures d'assistència inherents a la pàtria potestat, tutela, guarda o acolliment familiar i de prestar l'assistència legalment establerta per al manteniment dels seus descendents, ascendents o cònjuge. Els requisits per a que tingui lloc són:
- l'existència d'una resolució judicial ferma o conveni aprovat judicialment que estableixi qualsevol tipus de prestació a favor del cònjuge o dels fills o filles del matrimoni,
- conducta d’omissió per part de l'obligat al pagament consistent en l'impagament reiterat de la prestació econòmica fixada durant dos mesos consecutius o quatre no consecutius,
- un element subjectiu consistent en el coneixement de la resolució judicial i la voluntat d'incomplir l'obligació de prestació que aquella imposa.

A més, ha de donar-se la circumstància de que l'obligat tingui possibilitats d'atendre l'obligació imposada. Si es troba en situació d'impossibilitat constatada per a satisfer la prestació en no disposar de recursos, no hi hauria voluntarietat i, per tant, no hi hauria culpabilitat. El delicte únicament es comet quan s'omet la conducta deguda podent fer-la.
No obstant això i malgrat l’obligat al pagament pugui esdevenir culpable sota aquesta previsió, en no ser un delicte previst en el marc de la violència de gènere, resten fora d’aplicació el conjunt de mesures que la llei preveu per a garantir la protecció de la dona i els fills i/o filles i la reparació del dany més enllà del rescabalament econòmic.

### A nivell català
La Llei 5/2008, de 24 d’abril, del dret de les dones erradicar la violència masclistava incloure en les formes de violència de l’article 4 la violència econòmica a la lletra d), amb el següent redactat:
“d) Violència econòmica: consisteix en la privació intencionada i no justificada de recursos per al benestar físic o psicològic d'una dona i, si escau, de les seves filles o fills, i la limitació en la disposició dels recursos propis o compartits en l'àmbit familiar o de parella.”
Recentment i arran de la Llei 17/2020 de modificació de 22 de desembre, de modificació de la Llei 5/2008, del dret de les dones erradicar la violència masclista, el redactat ha patit canvis recollint l’impagament de les pensions en cas de separació o divorci i l’apropiació il·legítima de bens de la dona.
“d) Violència econòmica: consisteix en la privació intencionada i no justificada de recursos per al benestar físic o psicològic d'una dona i, si escau, dels seus fills o filles, en l'impagament reiterat i injustificat de pensions alimentàries estipulades en cas de separació o divorci, en el fet d'obstaculitzar la disposició dels recursos propis o compartits en l'àmbit familiar o de parella i en l'apropiació il·legítima de béns de la dona”.

## Un pas endavant: la violència econòmica conceptualitzada com a violència de gènere. La iniciativa legislativa de la magistrada-jutgessa Lucía Avilés Palacios.
La titular del jutjat número 2 de Mataró, Lucía Avilés Palacios, ha proposat formalment al govern espanyol la regulació de la violència econòmica com a tipus de violència de gènere en el Codi Penal, d'acord amb el Conveni d’Istanbul, el Pacte d'Estat contra la Violència de Gènere de 2017 i altres recursos.
Ha tingut una gran repercussió a nivell mediàtic i això és perquè ha utilitzat un mecanisme poc comú per a formular la seva iniciativa com és fer-ho a través d'una sentència de la que és ponent, d'acord amb la potestat que estableix l'article 4.2 del Codi Penal. Aquest article estableix que: “en el cas que un Jutge o Tribunal, en l'exercici de la seva jurisdicció, tingui coneixement d'alguna acció o omissió que, sense estar penada per la Llei, estimi digna de repressió, s'abstindrà de tot procediment sobre ella i exposarà al Govern les raons que li assisteixin per a creure que hagués de ser objecte de sanció penal”
En el Fonament de Dret Desè de la sentència de 22/07/2021 la jutgessa fa una exposició raonada per a la modificació del Codi Penal en matèria de violència econòmica. Parla del dany social que es pot causar amb els impagaments, un dany que no es contempla en el Codi Penal. D'acord amb les seves paraules, “la violència econòmica és una manifestació de violència de gènere i es pot donar durant les relacions de parella però també després. Existeixen fets que tenen contextos específics de violència de gènere i que no es poden passar per alt".
Lucía Avilés exposa que és un tipus de violència que exerceixen molts agressors sobre les seves parelles o ex parelles impedint l'accés als recursos econòmics, coartant la seva llibertat, la seva salut i també la seva capacitat per a sortir de situacions de maltractament. Una violència que també impacta en els recursos per als fills quan hi ha un procés de separació.
A més, segons la Magistrada, la violència econòmica no sols pot donar-se en relacions sentimentals. També pot aparèixer en el marc familiar, quan la dona no disposa del seu propi sou i és obligada a treballar en una empresa familiar. O també en casos en els quals l'ascens professional de la dona es veu frustrat per la imposició de tasques relacionades amb el sexe femení, com és la cura de la casa o la maternitat.
En una altra sentència recent (sentència núm. 98/2023, de 9 de maig de 2023: procediment ordinari 342/2021 -2A del Jutjat de Primera instancia núm. 7 de Barcelona), la jutgessa Isabel Giménez García aplica la normativa sectorial sobre perspectiva de gènere per a argumentar la manca de consentiment de la part actora (dona violentada) en el moment d'efectuar la donació de determinats bens a la part demandada (ex-cònjuge) i l'acceptació de determinats pactes perjudicials per al seu benestar econòmic i del fill comú. Per a examinar el cas, Isabel Jiménez recorre al concepte d'abús econòmic de gènere" (vid supra recerca Projecte europeu ECOVIO) consistent en exercir un control sobre l'accés de la dona als recursos econòmics, limitant la seva capacitat de mantenir-se a ella mateixa i als seus fills, condicionant el seu estil de vida en generar una dependència financera cap al abusador, i reduint les seves possibilitats d'escapar del cicle d'abús. En suma, implica explotar el desavantatge de la víctima i controlar el seu accés a recursos necessaris fent-la dependent del abusador. Tres elements, doncs, a considerar, que es poden donar de manera conjunta o separada: 
- control econòmic,
- explotació econòmica i
- sabotatge laboral

En el supòsit de la sentència va quedar acreditat que l'ex-cònjuge va exercir violència econòmica sobre la dona durant el matrimoni. Aquest control econòmic va continuar i, fins i tot, es va incrementar en emprar una força emocional irresistible sobre ella després de la decisió de separar-se, provocant-li un patiment i temor racional i imminent a que la negativa a prestar el consentiment sobre la transacció proposada pogués causar algun dany sobrer la custòdia o els aliments del fill. Tot plegat sense que el fet que la demandant es tracti d'una persona major d'edat, en plenes facultats mentals i amb estudis superiors sigui obstacle perquè es pugui patir qualsevol tipus de violència, trencant amb l'estereotip clàssic de víctima.